# Raki
Raki ([rakɯ]) er en anislikør med oprindelse i Tyrkiet. Den  minder meget om andre typer af spiritus som pastis, sambuca, arak, ouzo, tsikoudia, tsipouro og mastica, der ligesom raki er populære i Middelhavsområdet og dele af Balkan.
Den almindelige raki bliver lavet af druer, men der findes varianter produceret af frugter som fx figner.
Selve ordet raki bliver på tyrkisk stavet med et 'i' uden prik og udtalt [rakɯ]. Dette ord er en variant af det arabiske ord عرق [ʕaraq], der svarer til ordet kondensat.
I Tyrkiet, hvor raki er den officielle nationaldrik og "følgesvend" til meze, er den især populær at indtage med hvid ost og melon. Raki bliver oftest blandet med lige dele vand. Når vand og raki blandes, skifter drikken fra gennemsigtig til hvid – derfor kaldes raki med vand også løvemælk. Foruden at blande raki med vand er det også en tradition at drikke den med en anden passende separat drik. For de flestes vedkommende er denne separate drik blot koldt vand, mens andre foretrækker salgam. Raki og salgam bliver ofte indtaget i forbindelse med sociale aktiviteter.
I Grækenland kaldes drikken tsipouro eller tsikoudia, alt efter om det kommer fra fastlandet eller fra Kreta , og den fremstilles ved at destillere pomace, der er lavet af rester af druer og kerner fra produktionen af vin. Denne variant af raki minder om den italienske Grappa.

## Rakiens historie
Indtil det 19. århundrede serverede beværtninger, der ofte blev drevet af ikke-muslimske grækere eller albanere, vin sammen med meze. Selvom der var mange muslimer mellem gæsterne, var det under sharia-styret ikke velset at indtage alkohol. Med fremkomsten af det mere reformvenlige tanzimat steg antallet af muslimer, der besøgte beværtningerne betragteligt. De mere troende muslimer havde dog stadig svært ved at acceptere vindrikningen. Raki, som dengang mindede om arak, blev en favorit blandt beværtningernes besøgende, og ved afslutningen af århundredet havde raki ændret sig til den nutidige form og overhalet vin i popularitet. Mustafa Kemal Atatürk – den første leder af den tyrkiske republik – etablerede et statsejet spiritusdestilleri. Atatürk var selv en stor nyder af raki og indtog den ofte.

## De mest populære mærker
De mest kendte mærker af raki er Yeni Rakı og Tekirdağ Rakısı fra regionen Tekirdag; begge er de kendte for deres karakteristiske smag. Hemmeligheden bag denne smag er, at der bliver brugt vand fra Çorlu i produktionen (det såkaldte Artesian Water fra firmaet af samme navn). Både Yeni Raki og Tekirdağ Rakısı har en alkoholprocent på 45, mens sidstnævnte med sine 1,7 gram anis pr. liter indeholder 0,2 gram mere anis end Yeni Raki.
To andre mærker, der ligeledes bliver anset for at være af topkvalitet, er Kulüp Rakısı og Altınbaş, der begge indeholder 50% alkohol.
Alkoholen i Yeni Raki kommer dels fra sukker (ca. 20%) og dels fra druer. De andre tre mærker indeholder udelukkende alkohol fra druer. Denne laves som regel på rosiner, men destillerier, beliggende i vinproducerende områder som Tekirdağ, Nevşehir og İzmir, bruger også friske druer, fordi dette giver en bedre kvalitet i slutproduktet.

## Raki i Albanien
Raki blev bragt til Albanien i forbindelse med Det Osmanniske riges indtagelse af landet i sidste del af det 14. århundrede. Her blev den lavet af gæret og destilleret frugt; som regel druer, men også indimellm blommer. Albanerne er meget stolte af raki, som i dag er deres nationaldrik. Selvom den er lige så stærk som vodka, bliver den ikke drukket på samme måde, som vodka drikkes i Rusland. I stedet nipper man til den.
Den albanske måde at producere raki på bliver næsten betragtet som en kunst. Den kan være særdeles vanskelig, fordi selv små fejl kan gøre rakien til den såkaldte "blød raki", der af mange betragtes som udrikkelig. Hele produktionsforløbet kræver stor opmærksomhed: frugterne skal moses korrekt, gæringen skal forløbe under de helt rigtige forhold, ilden under destillationsapperatet skal være veltilpasset, og den smagsgivende udblødning af blade fra æbletræet skal tilpasses perfekt.
Noget af den bedste albanske raki bliver lavet i distrikterne Skrapar og Përmet.